# یاغی (فیلم ۲۰۰۷)
یاغی (به انگلیسی: The Rebel) عنوان فیلمی رزمی، اکشن، درام ساخته سال ۲۰۰۷ میلادی و محصول ویتنام می‌باشد. بازیگران اصلی این فیلم جانی تری انگوین و داستین انگوین هستند. این فیلم در پانزدهمین جشنواره فیلم ویتنام حضور موفق داشت.

## داستان
در سال ۱۹۲۲ در ویتنام (در دورانی که این کشور در اشغال فرانسه بود) شورشیان قصد دارند تا با ترور یکی از سران خودفروخته ویتنامی، کشور خود را از وجود دشمنان خارجی و داخلی پاک کنند اما ترور نافرجام مانده و...

## نگارخانه

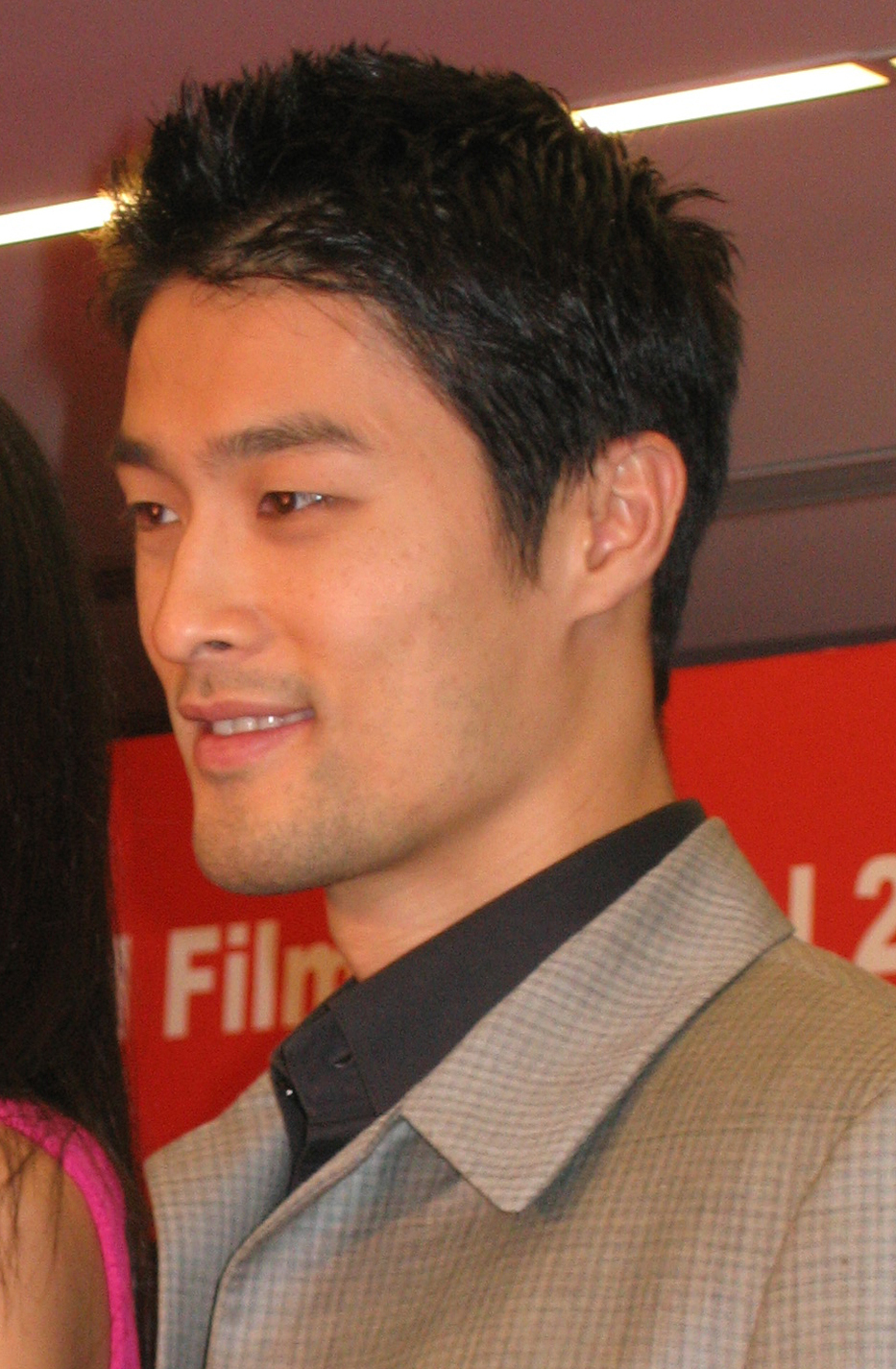
جانی تری گوین
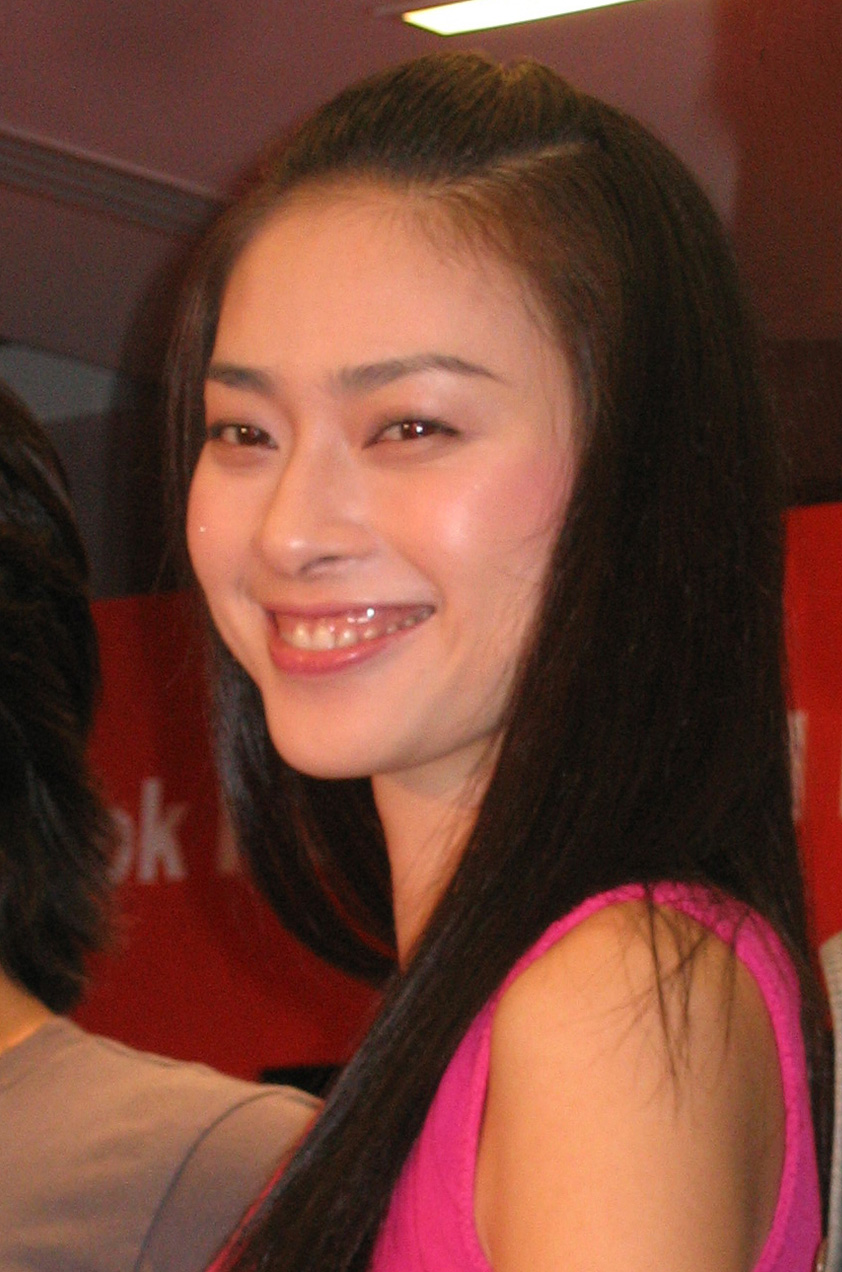
ورونیکا اینجیو